# A Period of Transition
| Recensione                        | Giudizio   |
| --------------------------------- | ---------- |
| AllMusic                          |            |
| Robert Christgau                  | B          |
| The New Rolling Stone Album Guide |            |
| Sputnikmusic                      | 3.0 (Good) |
| Piero Scaruffi                    |            |
| Ondarock                          |            |
| Dizionario del Pop-Rock           |            |
| 24.000 dischi                     |            |

A Period of Transition è il nono album discografico in studio del cantautore britannico Van Morrison, pubblicato nell'aprile del 1977.

## Tracce

### LP
Lato A
Testi e musiche di Van Morrison.
1. You Gotta Make It Through the World – 5:10
2. It Fills You Up – 4:34
3. The Eternal Kansas City – 5:26

Lato B
Testi e musiche di Van Morrison.
1. Joyous Sound – 2:48
2. Flamingos Fly – 4:41
3. Heavy Connection – 5:23
4. Cold Wind in August – 5:48

## Formazione
- Van Morrison – voce, chitarra acustica
- Van Morrison – chitarra elettrica (brano: You Gotta Make It Through the World)
- Mac Rebennack – tastiere (tutte)
- Mac Rebennack – chitarra (brano: It Fills You Up)
- Reggie McBride – basso
- Ollie E. Brown – batteria, percussioni
- Marlo Hendersen – chitarra
- Jerry Jumonville – sassofono tenore, sassofono alto
- Joel Peskin – sassofono baritono
- Mark Underwood – tromba
- Robbie Montgomery – cori
- Roger Kenerly-Saint – cori
- Gregory Wright – cori
- Carlena Williams – cori
- Paulette Parker – cori
- Candy Nash – cori
- Toni McVey – cori
- Gary Garrett – cori (basso)
- Joe Powell – cori

Note aggiuntive
- Van Morrison e Mac Rebennack – produttori, arrangiamenti
- Gary Ladinsky – ingegnere delle registrazioni
- Mike Beiriger, Richard Kaplan, Bart Johnson, Mike Glossop – assistenti ingegnere delle registrazioni
- Van Morrison – progetto copertina album
- Mike Doud – art direction e design copertina album
- Ken McGowan – foto copertina album[12]

## Classifica
Album
| Anno | Classifica            | Posizione raggiunta |
| ---- | --------------------- | ------------------- |
| 1977 | Billboard 200         | 43                  |
| 1977 | Official Albums Chart | 23                  |